# Новопетровка (Снигирёвский район)
Новопетровка (укр. Новопетрівка) — село в Снигирёвском районе Николаевской области Украины.
Основано в 1862 году. Население по переписи 2001 года составляло 1722 человек. Почтовый индекс — 57330. Телефонный код — 05162. Занимает площадь 2,25 км².

## Известные уроженцы
- Юрженко Пётр Иванович (1898–1975) — советский хирург, заслуженный врач УССР, главный врач Херсонской областной больницы.

## Местный совет
57330, Николаевская обл., Снигирёвский р-н, с. Новопетровка, ул. Ленина, 73